# Park-šuma Zamorski breg – Šestinski vrt
Park-šuma Zamorski breg – Šestinski vrt, park-šuma u Hrvatskoj i jedna od 17 park-šuma na prostoru Grada Zagreba. Prostire se na sjeveru Zagreba, na padinama Medvednice, kod Šestina. Ukupna površina iznosi 17,10 ha,  od čega na šumu odpada 14,90 ha. Obrast je normalan, a prosječna drvna zaliha iznosi 336,58 m3/ha s prirastom od 6,50 m3/ha.  To je pretežno mješovita sastojina kitnjaka i bukve s primiješanim bagremom. U jednom dijelu nalazi se bagremova kultura u dobi od 5o godina. Sastojine su visokog uzgojnog oblika u dobi od 45-105 godina. Prirodne sastojine njegovati proredom, a bagremovu kulturu njegovati do kraja ophodnje uz postupnu konverziju sastojinskog oblika pretvorbom u autoktonu sastojinu kitnjaka i bukve. Državnih šuma u Park-šumi Zamorskom bregu – Šestinskom vrtu je 5,66 ha, privatnih 9,24 ha, ostalih površina 2,20 ha. Prosječna drvna zaliha je 336,58 prostornih metara po hektaru. Prosječni godišnji tečajni prirast je 6,50 prostornih metara po hektaru.